# Mahmud Ghazan

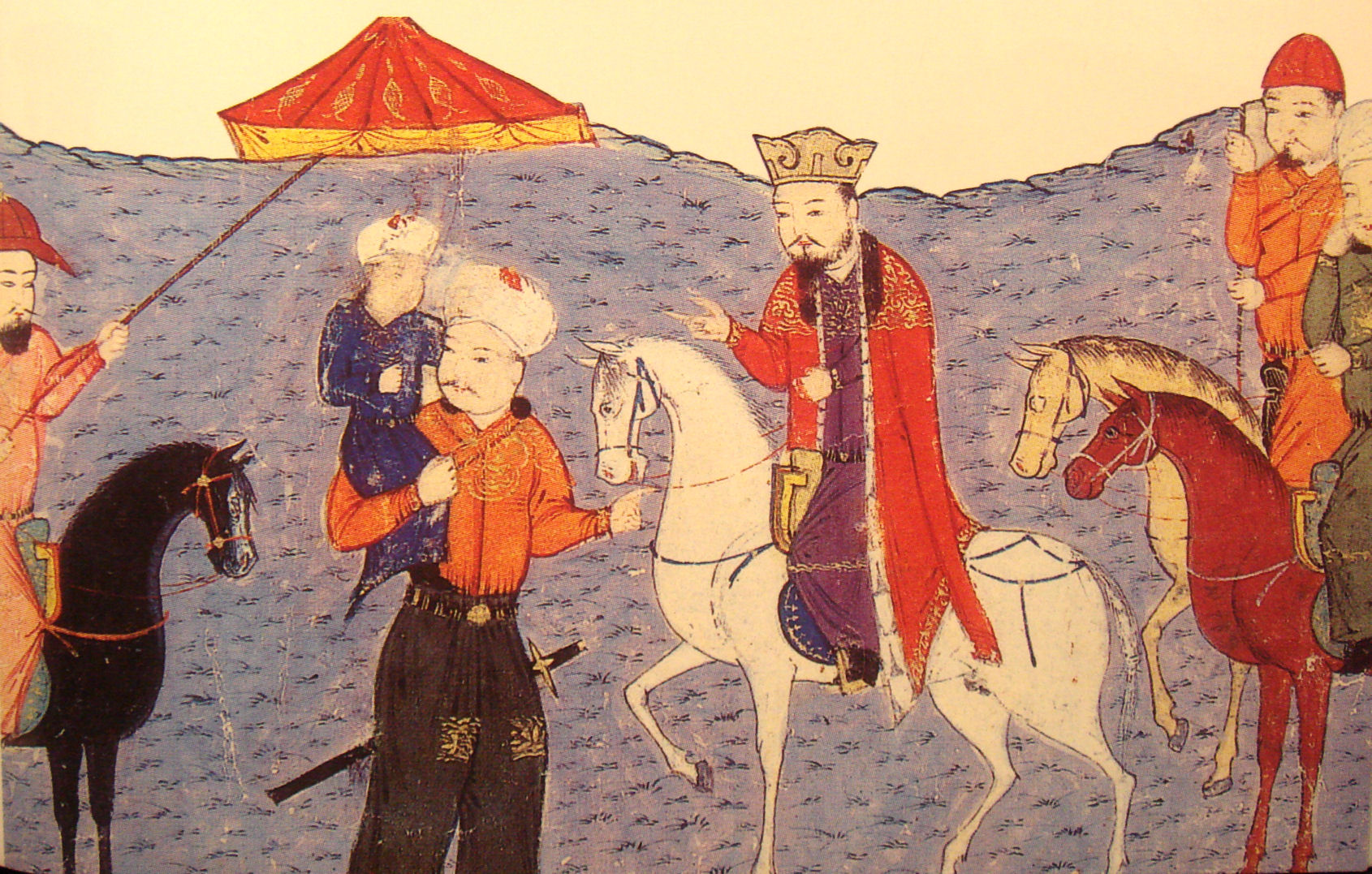
Ghazan als braços del seu pare Arghun i el seu avi Abaqa

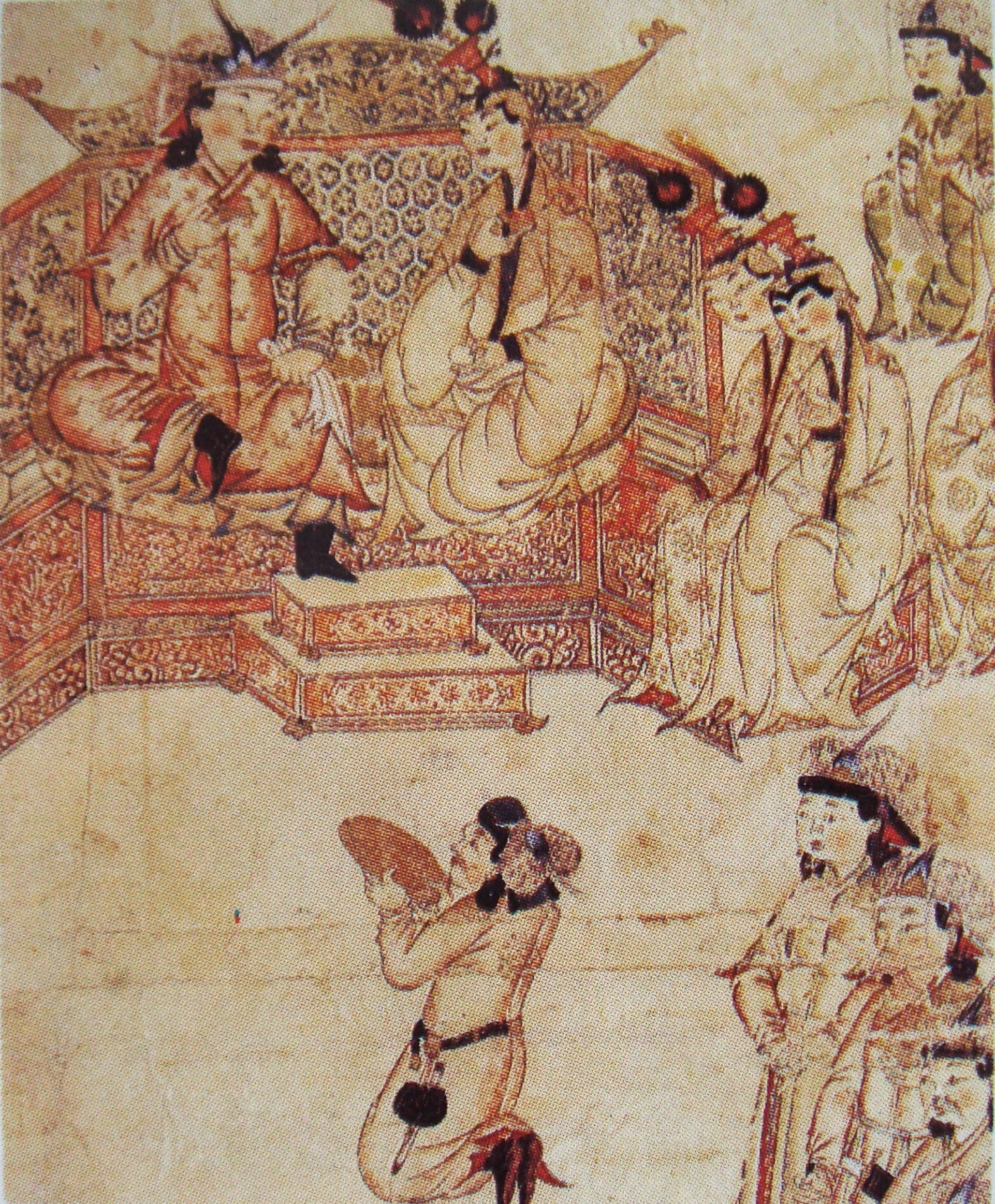
Ghazan i esposa la cort

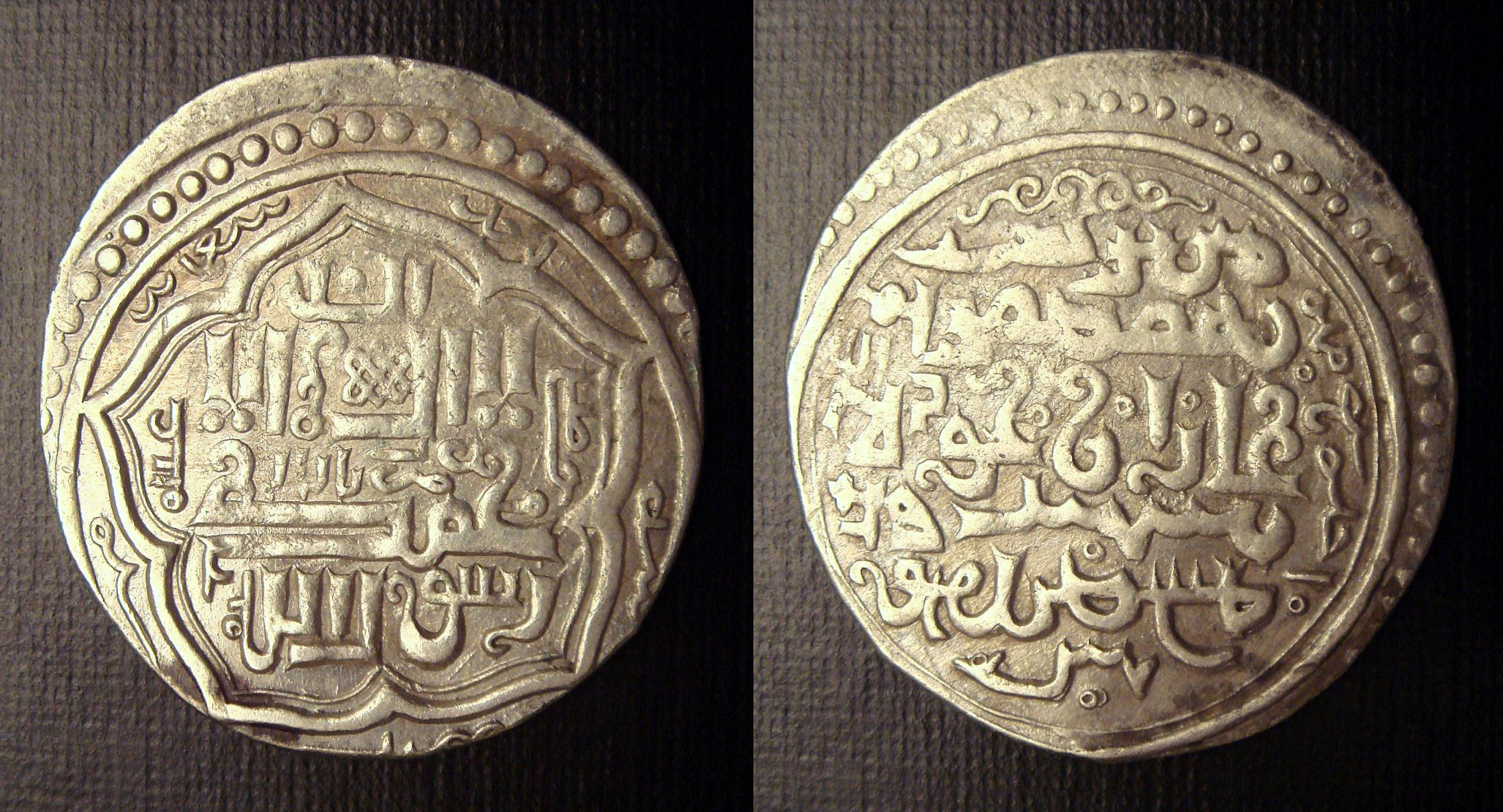
dirham de plata de Ghazan.
Llegenda al davant en àrab: ﻢﻠﺳﻭ ﻪﻴﻠﻋ ﻰﻠﺻ ﻪﻠﻟﺍﻝﻮﺳﺭ ﺪﻤﺤﻣ ﻪﻠﻟﺍﻻﺍﻪﻟﺍﻻ/ ﺰﻳﺮﺒﺗ ﺏﺮﺿ/ ... ﻊﺒﺳ ﺔﻨﺳ ﻰﻓ Lailahe illallah Muhammed resulullah salli aleyhe. Duribe Tebriz fi sene xxx: "No hi ha més Déu que Al·là i Mahoma és el seu Profeta. Fou encunyada a Tabriz en data desconeguda. La llegenda al darrere en uigur excepte el seu nom que és en àrab, diu: Tengri-yin Küchündür. Ghazan Mahmud. Ghasanu Deledkegülügsen: "Per la força del Cel/ Ghazan Mahmud/ Moneda encunyada per Ghazan".
Tabriz quatre grams de plata.

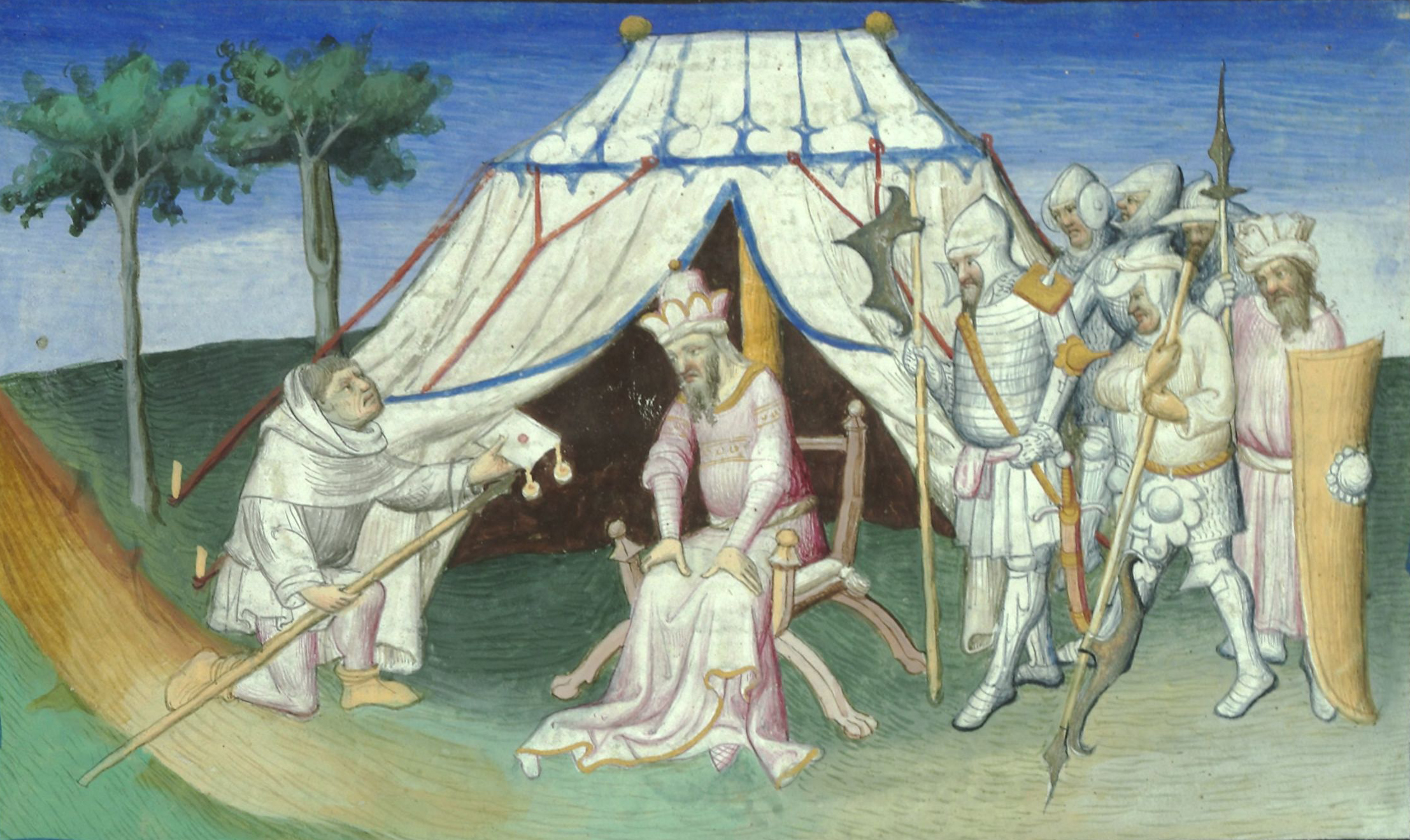
Ghazan i el rei d'Armènia Hethum II.

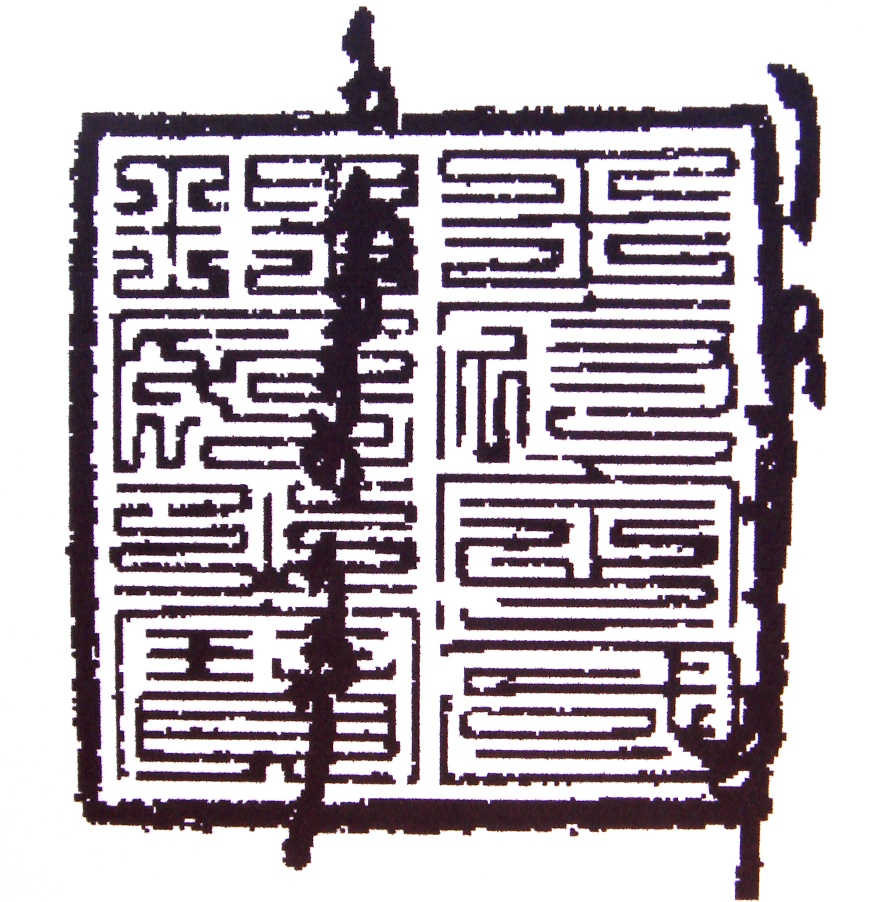
Segell de Mahmud Ghazan a la seva carta de 1302 al Papa; el segell en xinès diu: "Segell que certifica l'autoritat de l'Altesa Reial per establir un estat i governar el seu poble"

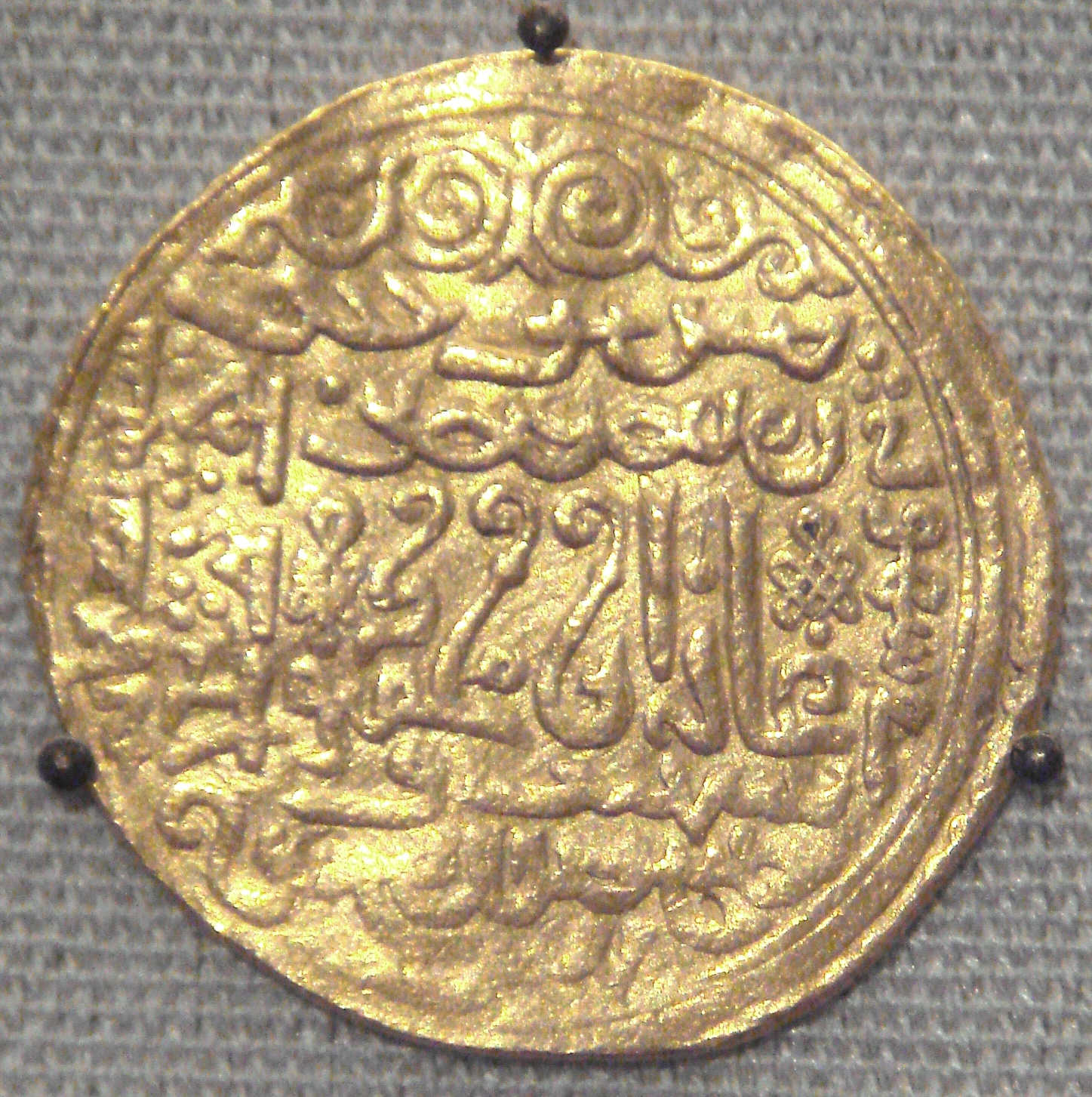
moneda d'or de Ghazan, 1301

Mahmud Ghazan o Ghazan Khan (en mongol: Газан, Хасан, en xinès: 合贊) (5 de novembre de 1271-11 de maig de 1304) va ser un kan il-kànida de Pèrsia que va regnar del 1295 al 1304. Les cròniques europees l'esmenten com Casanus o Cassanus. Es va convertir a l'islam; va derrotar els mamelucs el 1299. Era el fill gran d'Arghun i la princesa Qutlugh del clan Dorben, nebot de Gaykhatu i cosí de Baydu.

## Biografia
Inicialment fou cristià i fou batejat en aquesta religió igual que el seu germà Oldjeitu (Oljeitu). Quan va néixer el seu pare era governador del Khurasan per compte d'Abaqa Khan. Després es va decantar cap al budisme. Abaqa el va posar sota custòdia de la princesa Buluqhan Khatun que se'n va ocupar. i fou educat per un monjo budista xinès. Quan Arghun va pujar al tron va nomenar (1282) al seu fill governador de Khurasan, Mazanderan i Rayy (on el va acompanyar Buluqhan Khatun), càrrec que va mantenir sota Gaykhatu. Va construir un temple budista a Quchan, tot i la presència a l'entorn de la religió musulmana. Ghazan va fer amics a la zona com Qutlughshah Manghud, Nurin (agha dels Jurkhin) i el persa Sad-ud-Din Savaji.
El 1289 l'oirat Nawruz es va rebel·lar i es va aliar a Qaidu (o Kaidu) kan dels Khanats de Ogodei i Txagatai. Ghazan va defensar la frontera durant deu anys. Quan Arghun fou assassinat el 1291, els atacs de Nawruz i la gana a Nixapur i tot el Khurasan li van impedir reclamar el tron. Gaykhatu fou proclamat Il-khan i es va apoderar de les vídues d'Abaqa i les seves propietats.
Marco Polo va arribar a Pèrsia portant de la Xina a la princesa Kökechin que s'havia de casar amb Arghun, però havent mort aquest, Gaykhatu la va casar amb Ghazan i fou la seva muller principal. A Khurasan va refusar la introducció del paper moneda decretada per Gaykhatu però li fou lleial, i va explicar que la humitat del Khurasan no permetia l'ús del paper moneda. El 1294 Nawruz es va rendir i va passar al seu servei.
A la caiguda de Gaykhatu fou proclamat kan Baydu, però Ghazan va presentar la seva pretensió al tron, el va combatre durant un mes i va assolir el poder. Nawruz el va convèncer d'adoptar com a religió l'islam i això li va donar prou suport. Una vegada en el poder Ghazan va adoptar l'islam com a religió d'estat, va instal·lar la seva capital a Tabriz i va canviar el seu nom a Mahmud (i adoptar el turbant), però privadament va conservar les seves pràctiques xamàniques. El codi mongol yassa es va mantenir i els xamans mongols van poder restar als dominis de l'Il-khan i encara que van conservar influència van iniciar la seva decadència, accentuada més tard a la mort d'Oldjeitu. A les monedes del seu regnat ja no apareix com a delegat del gran kan (de la Xina) sinó com a sobirà per la gràcia de Déu (mongol: tngri yin kučundur). No obstant a Geòrgia les monedes portaven la inscripció tradicional però "encunyades per l'Il-khan Ghazan en nom del Khakhan", ja que pretenia el suport del Gran Khan per posseir el Caucas (en litigi amb l'Horda d'Or). També va usar el segell del gran kan per proclamar-se wang (príncep) per sota del gran kan. L'ambaixador del gran kan, Bolad, fou nomenat comandant d'una unitat militar de joves mongols esclaus alliberats.
En política exterior va refusar intervenir en els afers de l'Horda d'Or. Quan Nogai Noyan i Tokhta Khan li van demanar suport militar, ho va refusar. Tokhta va reclamar el Caucas però va mantenir relacions cordials amb Ghazan amb el qual va intercanviar regals sovint. Després de la derrota de Nogai Noyan el 1299, la seva vídua i fill foren acollits per Ghazan. Amb el gran kan de la dinastia Yuan de la Xina va mantenir també bones relacions; Temür Kan, successor de Kubilai Khan, li va enviar Baiju com a comandant militar de la regió occidental dels mongols i Ghazan va quedar molt impressionat de les habilitats de Baiju; també va enviar funcionaris per recaptar taxes a les propietat d'Hulegu al nord de la Xina; va entregar a Temür Khan el tribut i va recaptar les taxes. i es va mostrar partidari d'unificar els dominis mongols sota Temür Kan, rebent el suport de Bayan Khan de l'Horda Blanca, enemic de Qaidu Khan de Txagatai.
Els que li podien fer ombra foren eliminats. Com per exemple el general Taghachar nomenat governador de l'Àsia Menor (s'havia passat a Ghazan durant la guerra contra Baydu) que fou discretament assassinat més tard. Va protegir els camperols i va restablir l'economia. Va cultivar les arts i les ciències i ell mateix fou gran coneixedor d'història natural, medicina, astronomia, química i oficis manuals; parlava mongol, àrab, persa, hindi, caixmiri, tibetà, xinès i "franc" (referit sembla al llatí o al francès). A petició seva Rashid al-Din va escriure la seva famosa Djami al-tawarikh, de la qual Ghazan fou en part la font. Va tenir al seu servei a europeus com Isol de Pisa o Buscarello de Ghizolfi.
Quan fou coronat el 1295 el kan de Txagatai, Duwa Khan va envair el Khorasan el 1295. Ghazan hi va enviar alguns familiars a dirigir la lluita però van desertar i es van passar a l'enemic; la major part dels traïdors foren capturats i executats però d'altres nobles van desertar el seu bàndol: Baltu de la família dels jalayírides i Sulemish, cap oirat, es van revoltar a Àsia Menor (1296 i 1299) i el segon va demanar ajut als mamelucs. Els dos foren derrotats per Ghazan; molts oirats van fugir a territori mameluc i les forces mongoles i armènies enviades per Ghazan en la seva persecució van derrotar els mamelucs a la batalla de Wadi al-Khazandar (22 de desembre de 1299) prop d'Homs, però van perdre la batalla de Marj al-Saffar, al sud de Damasc, el 1303. Tanmateix, immediatament després de la victòria, els mongols es van retirar sense imposar cap condició als vençuts.; Ghazan llavors va poder envair Síria.
Nawruz va emetre un decret que prohibia el culte cristià i ordenava la mort dels caps religiosos cristians i jueus, segons la història del patriarca Mar Yaballaha. Els lleials a Nawruz van destruir els temples budistes de Tabriz i Sultaniyye i els monjos van emigrar al Xingiang, el Tibet o la Xina; els budistes foren expulsats de Pèrsia o es van convertir a l'islam; els cristians també van ser afectats i la catedral de Maragha, l'anterior capital mongola, fou destruïda, i també esglésies a Tabriz i Hamadan. Però Ghazan no va donar suport al seu ministre i va emetre un decret que eximia als cristians de la jizya i va garantir que no haurien d'abandonar la seva fe; el Patriarca podria viure lliurement a l'estat. Mar Yaballaha fou restablert en les seves funcions el 1296, quan es va tornar a la política anterior al decret de Nawruz. Ghazan també va voler respectar la religió dels reis vassalls de la Petita Armènia i de Geòrgia. Amir Nawruz i els seus partidaris foren acusats de traïció el maig del 1297; Ghazan va marxar en persona contra Nawruz, aleshores governador de Khurasan i el va derrotar a Nixapur; Nawruz es va refugiar a la cort del malik (rei) d'Herat (els Kart) però aquest el va entregar al kan, que el va executar el 13 d'agost de 1397. A l'any següent va nomenar al jueu convers a l'islam Rashid al-Din, com a primer ministre càrrec que va exercir fins al 1318. També va ser tolerant amb els xiïtes.
El 1299 va fer una expedició a Síria contra els mamelucs (1299-1300); en aquesta campanya va participar el rei d'Armènia Menor Hethum II i alguns dels seus cavallers templers i hospitalaris. Va ocupar Alep, va derrotar l'exèrcit mameluc a Homs a la batalla de Wadi al-Khazandar el 23 o 24 de desembre de 1299. Els mamelucs en retirada foren perseguits per un cos mongol comandat pel general Mulay fins a Gaza Ghazan va entrar a Damasc que es va rendir en una data incerta entre el 30 de desembre de 1299 i el 6 de gener de 1300 (excepte la ciutadella que va resistir) i en la campanya en general va destacar personalment.
Durant l'expedició, el grup mongol semiindependent dels Qaraunas o Neguderis que vivien a la frontera de Khurasan i al kanat de Txagatai van atacar els seus dominis i li van causar alguns problemes. Quan va retornar a Pèrsia el febrer del 1300, segurament per buscar farratge pels seus animals, va prometre retornar a Síria a l'hivern del 1300-1301, i atacar Egipte; llavors a Síria van restar deu mil homes sota el general Mulay que va governar breument fent atacs al sud fins a Jerusalem i Gaza. El juliol del 1300, els croats van formar una petita flota de 16 galeres i alguns vaixells petits per atacar la costa i l'ambaixador de Ghazan els acompanyava. Síria però fou recuperada ben aviat pels mamelucs. Els caps religiosos locals, dirigits pel shaykh al-Islam Ibn Taymiyyah li van tirar en cara a Ghazan aquest atac contra musulmans.
El 1300 els croats van intentar establir una base a l'illa Ruad a la costa siriana per fer incursions contra els mamelucs mentre esperaven l'arribada de l'exèrcit de Ghazan. Però aquest no va poder complir el seu compromís el 1300 i els croats van haver de retornar a Xipre deixant guarnició a Ruad que finalment fou assetjada i conquerida pels mamelucs el 1302.
El febrer de 1301 Ghazan va enviar una força de 60.000 homes però pràcticament només va lliurar escaramusses amb els mamelucs. Qutlugh Shah va estacionar vint mil homes a la vall del riu Jordà per protegir Damasc on hi havia un governador mongol, dels atacs mamelucs. Finalment l'exèrcit mongol es va retirar. A l'hivern següent (1301-1302) Ghazan va demanar al Papa enviar tropes, sacerdots i camperols per poder refer un estat franc a Terra Santa. El 1302, durant el planejament de la segona campanya a Síria, va entrar altre cop en contacte amb el Papa i les potències cristianes europees demanant una acció conjunta en la campanya de l'any següent. Els ambaixadors van retornar després del 27 d'abril del 1303 i els acompanyava Gualterius de Lavendel com ambaixador de Carles II davant de Ghazan. Els atacs del noble de Txagatai, Qutlugh Khwaja, van retardar els preparatius.
La campanya fou iniciada la primavera del 1303. L'exèrcit mongol el formaven uns vuitanta mil homes i incloïa als armenis d'Hethum II. En canvi els xipriotes no podien fer gaire perquè ja havien perdut Ruad (vers el 26 de setembre de 1302) i es van limitar a atacs puntuals a Damour al sud de Beirut i algun altre punt de la costa siriana. Ghazan va patir una greu derrota a la decisiva batalla de Marj al-Saffar, al costat de Shahkab, al sud i propera de Damasc (el 20 d'abril de 1303). Fou el darrer intent mongol de conquesta de Síria. Encara el 1303 Ghazan va escriure al rei Eduard I una carta en que prometia Jerusalem als francs a canvi d'ajut contra els mamelucs, carta que va lliurar en mà el seu enviat Buscarello de Ghizolfi.
Ghazan va ordenar un nou cens per planificar la política fiscal. Va unificar les mesures, pesos i monedes i va començar a reutilitzar les terres abandonades que foren concedides als soldats com ikta (feu); va fer construir edificis públics com hospitals i escoles i un sistema de correu per enviaments urgents; els enviats de la cort rebien un sou i els de la noblesa els havia de pagar aquesta. Va iniciar una nova política d'armament i va crear diverses unitats militars entre les quals una que formaven joves mongols que havien caigut en l'esclavatge per manca de diners i la llibertat dels quals fou comprada amb fons públics.
Va morir la nit del 10 de maig de 1304 de malaltia. En el llit de mort, per manca de fills vius, va nomenar al seu germà Oljeitu com a successor. L'historiador romà d'Orient Jordi Paquimeres diu "Fou el més gran fent cadires de muntar, i en els aparells per cavalls, i ho feia amb martell o cosint, coses en les quals passava les seves hores de lleure. Segons l'historiador Peter Jackson, els noms mongols es van posar de moda a Occident i apareixen molts personatges amb noms com Can Grande (Gran Khan), Alaone (Hulagu), Argone (Arghun) o Cassano (Ghazan)